# 汉斯·米勒
汉斯·米勒（德語：Hans Müller，1915年1月13日—1994年12月4日），内科专家。他是出生于德国的犹太人，后移民中国，拥有中华人民共和国国籍。

## 生平
米勒出生于德国杜塞尔多夫，1933年前往瑞士。1939年，获巴塞尔大学医学博士学位。同年他离开瑞士，经廖承志、爱泼斯坦介绍前往延安，途经香港、越南、贵阳、成都、宝鸡等地。他在延安会见了毛泽东，并任职于拐茆医院。后又赴太行山区的八路军总部医院。1943年调回延安，任国际和平医院内科主任。第二次国共内战期间，他出任冀察热辽军区野战总医院院长。期间，他与日本护士中村京子相识，两人于1949年成婚。
中华人民共和国成立后，米勒于1951年加入中国国籍，并历任长春第三军医大学附属医院院长、沈阳医学院第二附属医院院长兼儿科系主任等。1957年，加入中国共产党。1960年起出任积水潭医院内科教授。1972年调任北京医学院副院长。1983年起，历任第六至八届全国政协委员。1994年12月4日去世。